# Despard (Virginia Occidental)
Despard es un lugar designado por el censo ubicado en el condado de Harrison, en el estado estadounidense de Virginia Occidental. En el Censo de 2010 tenía una población de 1004 habitantes y una densidad poblacional de 264,61 personas por km².

## Geografía
Despard se encuentra ubicado en las coordenadas 39°17′15″N 80°18′57″O / 39.28750, -80.31583. Según la Oficina del Censo de los Estados Unidos, Despard tiene una superficie total de 3,79 km², toda ella de tierra firme.

## Demografía
Según el censo de 2010, había 1004 personas residiendo en Despard. La densidad de población era de 264,61 hab./km². De los 1004 habitantes, Despard estaba compuesto por el 96,51% de blancos, el 1,39% eran afroamericanos, el 0,2% eran de otras razas y el 1,89% pertenecían a dos o más razas. Del total de la población, el 1% eran hispanos o latinos de cualquier raza.